# آئروسپاسیال آلوئت ۲
آئروسپاسیال آلوئت ۲ یک بالگرد سبک فرانسوی ساخت سود اویاسیون و بعداً آئروسپاسیال است. آلوئت ۲ نخستین هلیکوپتری بود که به جای موتور سنگین پیستونی از موتور توربین گازی بهره می‌برد.
آلوئت ۲ بیشتر برای مقاصد نظامی دیده بانی، عکاسی، نجات هوا-دریا، ارتباطات و آموزش به کار می‌رفت، ولی توانایی حمل موشک‌های ضدتانک و اژدر را نیز داشت. به عنوان هلیکوپتر غیرنظامی برای تخلیهٔ تلفات، سمپاشی و به عنوان جرثقیل پرنده به کار گرفته می‌شد.

## طراحی و ساخت
گرچه طراحی قبلی سود-اِست، اس ا.۳۱۲۰ آلوئت رکورد سرعت و مسافت را در ژوئیهٔ ۱۹۵۳ شکست، ولی برای ورود به بازار بیش از اندازه پیچیده بود. پس از شکست رکورد دولت فرانسه آغاز به نشان دادن علاقه نمود، ولی به خاطر مشکلات مالی پشت سر آن دولت التیماتوم داد که ظرف ۲ سال باید هلیکوپتری تولید شود در غیر این صورت هر نوع فعالیتی در زمینهٔ هلیکوپتر متوقف خواهد شد. اس ان سه آ اس ا هفت طرح با موتور توربو ارائه نمود. ایکس.۳۱۰آ تا ایکس.۳۱۰ژ. قبلاً ژوزف ژیدلفسکی بنیانگذار توربومکا موفق شده بود موتور توربینی تک محوره‌ای به نام آرتوست را بسازد. این موتور ۲۶۰ اسب بخار(۱۹۰ کیلووات) نیرو داشت و ژیدلفسکی آن را از روی توربین اُردون خود ساخته بود. طرح ایکس.۳۱۰ژ برگزیده شده و همراه با موتور آرتوست با نام اس ا.۳۱۳ آلوئت ۲ به سرعت به خط تولید رفت.
نخستین پرواز اس ا.۳۱۳ در تاریخ ۱۲ مارس ۱۹۵۵ انجام شد و در عرض ۳ ماه در تاریخ ۶ ژوئن یک پیش نمونهٔ آلوئت ۲ به خلبانی ژان بوله رکورد جدید ارتفاع پرواز هلیکوپتر را در ارتفاع ۸۳۰۹ متری بر جای گذاشت. در تاریخ ۱۳ ژوئن ۱۹۵۸ یک اس ا.۳۱۳ دوباره به خلبانی بوله رکورد پیشین خود را شکست و رکورد جدیدی در ارتفاع پرواز ۱۰۹۸۴ متری بر جای گذاشت.

## تاریخچهٔ عملیات
آلوئت ۲ در تاریخ ۳ ژوئیهٔ ۱۹۵۶ با نجات یک کوهنورد که در ارتفاع ۴۰۰۰ متری دچار ایست قبلی شده بود نخستین هلیکوپتری بود که عملیات نجات کوهستانی انجام می‌داد. در تاریخ ۳ ژانویه ۱۹۵۷ آلوئت ۲ برای نجات سرنشینان سیکورسکی-۵۸ که سقوط کرده بود فراخوانده شد. هلیکوپتر سیکورسکی-۵۸ خود در حال انجام عملیات جستجو برای کوهنوردان گمشده، ژان ونساندن و فرانسوا آنری در کوه مون بلان بود.
تولید این هلیکوپتر در آغاز برای پاسخ به سفارش‌های ارتش فرانسه و مشتریان غیرنظامی فرانسوی انجام شد. این هلیکوپتر نخستین هلیکوپتری بود که به مهمات ضدتانک (نور اس اس.۱۱) مجهز گردید. هنگامی که تولید این هلیکوپتر در سال ۱۹۷۵ به پایان رسید بیش از ۱۵۰۰ آلوئت ۲ ساخته شده بود و در بیش از ۸۰ کشور و ۴۷ نیروهای مسلح به کار می‌رفت. این هلیکوپتر زیر امتیاز در برزیل، سوئد، هندوستان و ایالات متحدهٔ آمریکا تولید شد.